# Rörums kyrka
Rörums kyrka är en kyrkobyggnad i Rörum. Den är församlingskyrka i Simrishamns församling i Lunds stift.

## Kyrkobyggnaden
Från början hade Rörum en medeltidskyrka belägen söder om den nuvarande kyrkan på det som numera kallas gamla kyrkogården. Sedermera kom denna kyrka att betraktas att vara för liten och i för dåligt skick. Det hade diskuterats redan på 1830-talet att bygga en ny kyrka eller bygga om den befintliga. Den gamla kyrkans torn rasade 1838. Det dröjde sedan en lång tid, men 1877 fick en byggmästare vid namn Eneberg i uppdrag att bygga den nya kyrkan efter ritningar av A Silvander. Den byggdes 1879 och invigdes på kyndelsmässodagen den 1 februari 1880. Enligt Cimbrishamns-Bladet blev "ett par fruntimmer" nedtrampade vid invigningen.
När den nya kyrkan invigts ansågs den gamla som överflödig, och år 1881 bestämde man att denna skulle sprängas. Detta gjordes mycket grundligt och det finns knappt någonting förutom inventarier bevarat av den gamla kyrkan, däribland predikstolen, altaruppsatsen och dopfunten.

## Inventarier
Predikstolen härstammar från början av 1600-talet och innehåller en baldakin med fyra fält, ett för respektive evangelist med tillhörande symbol. Under dessa finns symbolen för den Helige Ande, duvan.
Altaruppsatsen kommer från 1593. När den nya kyrkan invigdes ansågs denna vara för dålig och ersattes av ett förgyllt träkors som sedermera ersattes av en Kristusbild. Den gamla altaruppsatsen renoverades dock och sattes tillbaka 1965. Den är uppdelad på fyra fält där nattvardens instiftelseord står skrivna på svenska och latin.
Kyrkans krucifix härstammar från 1500-talet och är välbevarat, sånär som på en korsarm som har bytts ut. I kyrkan har det funnits ytterligare ett krucifix, men det finns numera på Historiska museet i Lund.
Från den gamla kyrkan återanvändes även klockorna, men den mindre klockan fick år 1970 bytas ut mot en helt ny. Den gamla klockan är från 1381 och finns att beskåda inne i kyrkan bakom bänkarna. Den stora klockan fungerar fortfarande.

### Orgel
- 1889 byggde Carl August Johansson, Hovmantorp en orgel med 8 stämmor.
- Den nuvarande orgeln byggdes 1955 av Wilhelm Hemmersam, Köpenhamn och är en mekanisk orgel.

| Huvudverk I   | Ryggpositiv II  | Pedal      | Koppel |
| Principal 8'  | Spidsgedakt 8´  | Subbas 16´ | I/P    |
| Rørfløjt 8'   | Principal 4'    | Gedakt 8´  | II/P   |
| Oktav 4'      | Kobbelfløjte 4' | Nathorn 4' | II/I   |
| Rørfløjte 4'  | Blokfløjte 2'   |            |        |
| Quinta 2 2/3' | Nasat 1 1/3'    |            |        |
| Oktav 2'      | Regal 8'        |            |        |
| Scharf 2 kor  | Tremolo         |            |        |
| Trompet 8'    |                 |            |        |

Orgeln byggdes om 1992 av A. Mårtenssons Orgelfabrik.

## Kyrkogårdar
Rörums kyrka har två kyrkogårdar, en runt den nuvarande kyrkan samt en på den tomt där den gamla kyrkan låg (gamla kyrkogården). Dessa skiljs åt av en väg. På gamla kyrkogården ligger ett bårhus och en annan byggnad.